# Pfarrkirche Ysper

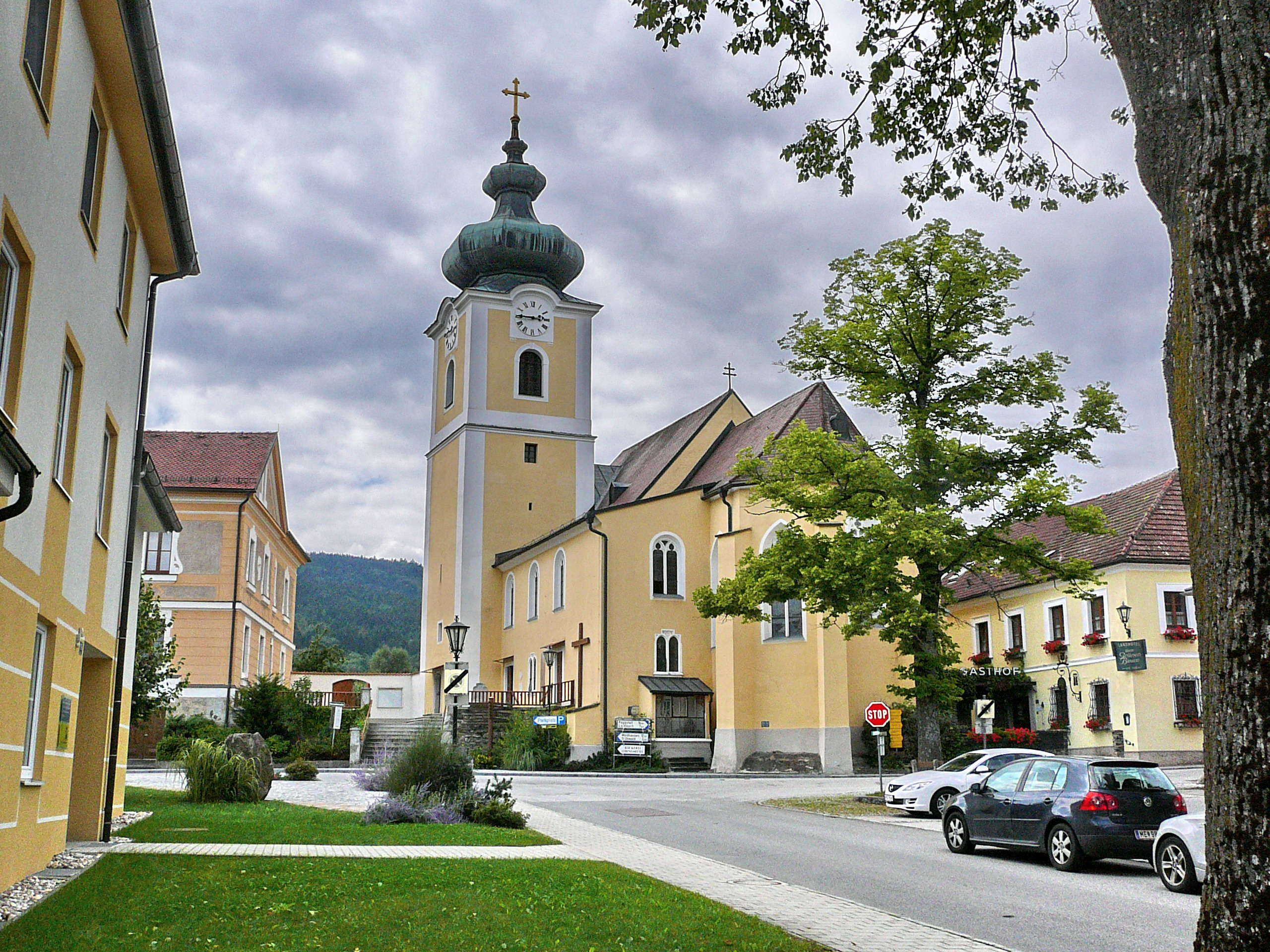
Katholische Pfarrkirche hl. Lorenz in Ysper

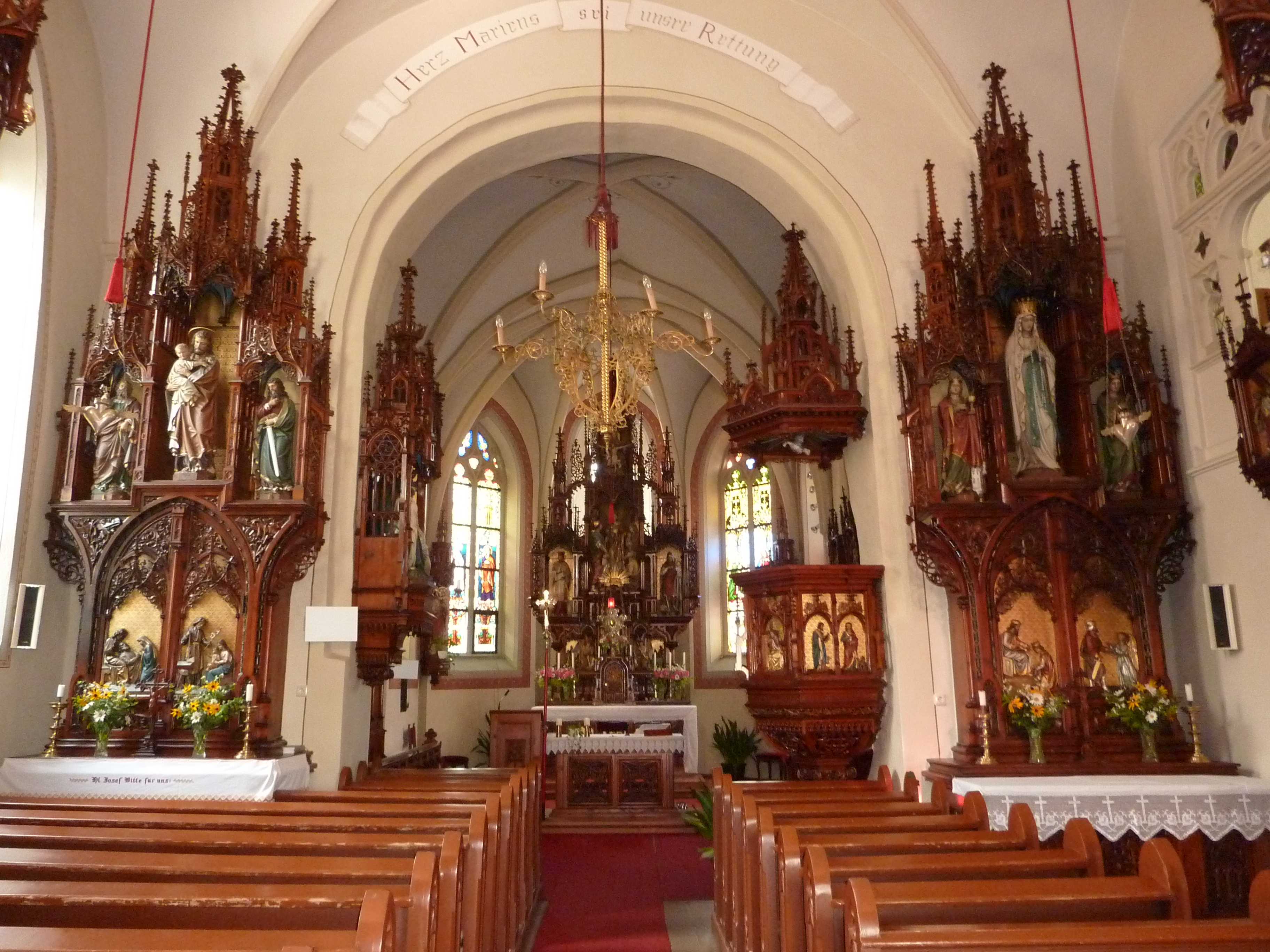
Im Langhaus zum Chor

Die Pfarrkirche Ysper steht leicht erhöht am westlichen Ende der Ortschaft Ysper in der Marktgemeinde Yspertal im Bezirk Melk in Niederösterreich. Die dem heiligen Laurentius von Rom geweihte römisch-katholische Pfarrkirche gehört zum Dekanat Maria Taferl in der Diözese St. Pölten. Die Kirche und der ehemalige Friedhof stehen unter Denkmalschutz (Listeneintrag).

## Geschichte
Die wohl in der ersten Hälfte des 14. Jahrhunderts gegründete Filialkirche von St. Oswald wurde 1450 urkundlich genannt. Die Kirche wurde 1619 durch kaiserliche Reiter geplündert. 1787 wurde die Kirche zur Pfarrkirche erhoben.

## Architektur
Die Kirche steht an einem rechteckigen Marktplatz an der westlichen Tallehne des Yspertales, umgeben vom Pfarrhof im Süden, dem Areal des aufgelassenen Friedhofes im Westen und vom Gasthaus Zum grünen Baum im Norden.
Der im Kern gotische Kirchenbau wurde 1888/1889 neugotisch verändert, mit einem gotischen Chor, einem barocken Langhaus mit südlichen Anbauten und mit einem wehrhaften wohl gotischen barockisierten Turm an der Südwestecke des Langhauses.

## Ausstattung
Die bemerkenswert einheitliche neugotische Einrichtung schufen 1888/1889 Josef Kepplinger, Ferdinand Andri und Leopold Hofer.
Die Orgel baute Leopold Breinbauer 1891.